# Mionochroma ocreatum
Mionochroma ocreatum là một loài bọ cánh cứng trong họ Cerambycidae.